# 누가 로저 래빗을 모함했나
《누가 로저 래빗을 모함했나》(영어: Who Framed Roger Rabbit)은 1988년 제작한 애니메이션과 실사를 조합한 영화이다.

## 스토리
1940년대 미국, 주인집의 아기를 돌보는 와중에 부엌을 휘젓고 다니며 찔리고 불에 구워지고, 감전되다가 결국 냉장고가 머리 위에 떨어지는
순간까지 열연하는 코미디 만화 배우인 로저 래빗. 많은 아이들로부터 사랑받고 있지만 어느날 스튜디오 사장인 R.K. 마룬이 사립탐정인 에디 밸리언트를 고용하여 자신의 아름다운 아내 제시카가 그 지역 공장 주인인 마빈 애크미와 접촉했다는 사실이 밝혀져 버린다. 로저는 에디가 찍은 애크미와 제시카가 함께 있는 사진을 보며 괴로워하고 밤거리를 헤메고 다닌다. 그런데 그날 저녁 애크미가 금고에 깔려 살해당한 채로 발견되는데 이상하게도 로저가 제1 용의자로 지목된다. 검은 옷을 입고 해골이 달린 지팡이를 짚고 다니는 둠 판사는 만화 캐릭터를 지워버리는 용액인 딥(dip)으로 로저를 사형하겠다고 한다. 탐정 에디는 로저와 엮여 둠 판사의 추적망을 도망쳐 다니는데..

## 등장인물
- 밥 호스킨스 - 에디 발리언트
- 크리스토퍼 로이드 - 둠 판사
- 조애나 캐시디 - 들로리스
- 찰스 플라이셔 - 로저 래빗 / 베니 / 그리시 / 사이코 (목소리)
- 캐슬린 터너 - 제시카 래빗
- 스터비 케이 - 마빈 애크미
- 앨런 틸번 - 머룬
- 리처드 르파멘티어 - 산티아노

## 한국판 성우진(MBC)
- 강수진 - 로저 래빗(찰스 플라이셔)
- 이종오 - 에디 밸리언트(밥 호스킨스)
- 정희선 - 돌로레스(조애나 캐시디)
- 이종혁 - 둠 판사(크리스토퍼 로이드)
- 이영달 - 마룬(앨런 틸번)
- 이도련 - 마빈(스터비 케이)
- 탁재인 - 두루피(리처드 윌리엄스) / 허먼(루 허시)
- 최상기 - 안젤로(리차드 라이딩스) / 우체부(에릭 B. 신돈)
- 최성우 - 베티(매 퀘스텔)
- 이미자 - 미키 마우스(웨인 올와인) / 대피 덕(멜 블랭크) / 고양이 실베스터 (멜블랑)
- 이선주 - 도날드 덕(토니 안셀모)
- 박상일 - 구피 (토니 포프)
- 김선우 - 피노키오(피터 웨스티)
- 박영화 - 베니(찰스 플라이셔)
- 이선영 - 트위티 버드 (멜블랑)
- 박영남 - 우디 딱따구리 (체리 데이비스)
- 김영훈 - 형사(레스 콘레드)
- 안장혁 - 군인(린제리 홀리데이)
- 이종구 - 요세미티 샘 (멜 블랑)
- 안지환 - 벅스 버니(멜 블랭크) / 똑똑한 엉덩이 (데이빗 랜더) / 포키 피그 (멜 블랑)
- 이승현 - 제시카 래빗(캐슬린 터너)
- 조예신 - 히아신스(메리 T. 래드포드)
- 최원형 - 스트레치(마이크 에드먼즈)
- 박지훈 - 산티노(리처드 르파멘티어) / 영화 감독(조엘 실버)